# المفتي الأعلى في كازاخستان

نوريزباي كازي تاغانولي، المفتي الأعلى الحالي لكازاخستان.

المفتي الأعلى في كازاخستان هو الزعيم الديني الإسلامي الرئيس في البلاد. وهو ممثل الإسلام في كازاخستان.

## الملاحظات والمراجع
1. ↑  "Nauryzbay Kazhy Taganuly reelected as Supreme Mufti of Kazakhstan". Qazinform.com (بالإنجليزية). 26 Dec 2024. Archived from the original on 2025-05-02. Retrieved 2025-05-02.

## طالع أيضًا
- الإسلام في كازاخستان